# Mymensingh
Mymensingh er en by i det nordlige Bangladesh med et indbyggertal på ca. 258.040 (2011) indbyggere. Byen er hovedstad i et distrikt af samme navn og ligger ved bredden af Brahmaputra-floden.